# Pterotolithus maculatus
Pterotolithus maculatus es una especie de pez de la familia Sciaenidae en el orden de los Perciformes.

## Morfología
• Los machos pueden llegar alcanzar los 45 cm de longitud total.

## Hábitat
Es un pez de clima tropical y bentopelágico.

## Distribución geográfica
Se encuentra desde Sri Lanka hasta Borneo.

## Uso comercial
Se comercializa fresco y en salazón, incluyendo la vejiga natatoria

## Observaciones
Es inofensivo para los humanos.